# Szczebrzeszyn (gmina)
Pour les articles homonymes, voir Szczebrzeszyn (homonymie).
Szczebrzeszyn est une gmina mixte ou urbaine-rurale (gmina miejsko-wiejska) du powiat de Zamość, dans la Voïvodie de Lublin, dans l'est de la Pologne.
Son siège administratif (chef-lieu) est la ville de Szczebrzeszyn, qui se situe environ 21 kilomètres (km) à l'ouest de Zamość (siège du powiat) et 69 kilomètres au sud-est de la capitale régionale Lublin (capitale de la voïvodie).
La gmina couvre une superficie de 123,16 km2 pour une population de 12 040 habitants en 2006, dont 5 299 habitants dans la ville de Szczebrzeszyn et 6 741 habitants dans la partie rurale.

## Histoire
De 1975 à 1998, la gmina est attachée administrativement à l'ancienne voïvodie de Zamość.

Depuis 1999, elle fait partie de la nouvelle voïvodie de Lublin.

## Géographie
Outre la ville de Szczebrzeszyn, la gmina inclut les villages (sołectwa) de:

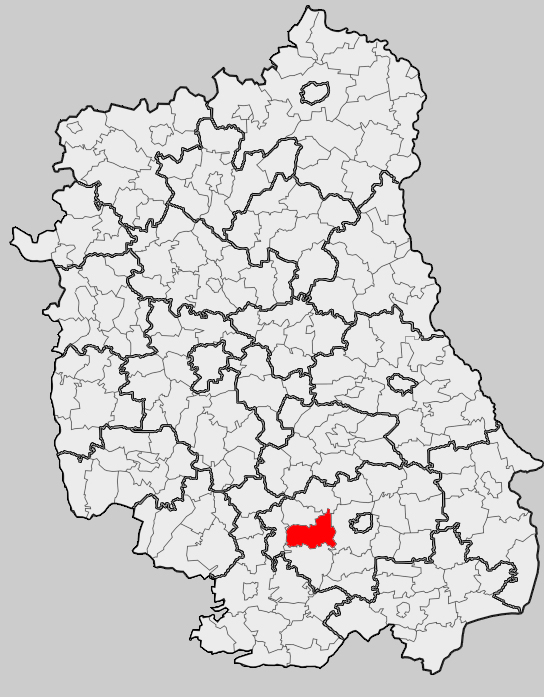
Position de la gmina dans la voïvodie

- Bodaczów
- Brody Duże
- Brody Małe
- Kąty Drugie
- Kąty Pierwsze
- Kawęczyn
- Kawęczynek
- Lipowiec-Kolonia
- Niedzieliska
- Niedzieliska-Kolonia
- Wielącza
- Wielącza Poduchowna
- Wielącza-Kolonia

### Gminy voisines
La gmina de Szczebrzeszyn est voisine des gminy de
- Nielisz
- Radecznica
- Sułów
- Zamość
- Zwierzyniec

## Structure du terrain
D'après les données de 2002, la superficie de la commune de Szczebrzeszyn est de 123,16 kilomètres carrés, répartis comme telle :
- terres agricoles : 71%
- forêts : 21%

La commune représente 6,58% de la superficie du powiat.

## Démographie
Données du 30 juin 2004:
| Description        | Total  | Total | Femmes | Femmes | Hommes | Hommes |
| ------------------ | ------ | ----- | ------ | ------ | ------ | ------ |
| Unité              | Nombre | %     | Nombre | %      | Nombre | %      |
| Population         | 12 134 | 100   | 6 240  | 51,4   | 5 894  | 48,6   |
| Densité (hab./km²) | 98,5   | 98,5  | 50,7   | 50,7   | 47,9   | 47,9   |